# 롬 인 로마
룸 인 로마(Habitacion En Roma, Room In Rome)는 스페인에서 제작된 훌리오 메뎀 감독의 2010년 드라마 영화이다. 엘레나 아나야 등이 주연으로 출연하였고 알바로 로고리아 등이 제작에 참여하였다.

## 출연

### 주연
- 엘레나 아나야
- 나타샤 야로벤코

### 조연
- 엔리코 로 베르소
- 나즈와 님리

## 제작진
- 공동제작: 클라라 비버리
- 공동제작: 데이빗 마투스
- 공동제작: 크리스티나 주마라가
- 의상: 카를로스 디에즈